# جیدا پینکت اسمیت
جیدا کُرن اسمیت (به انگلیسی: Jada Koren Smith) (زادهٔ ۱۸ سپتامبر ۱۹۷۱ با نام خانوادگی پینکت) بازیگر، تهیه‌کننده، کارگردان، نویسنده، خواننده، ترانه‌سرا و بازرگان آمریکایی است. او حرفه‌اش را از سال ۱۹۹۰ با حضور سریال کمدی موقعیت «رنگ‌های واقعی» به‌عنوان بازیگر مهمان آغاز کرد. جیدا حضوری موفق در سریال «دنیایی دیگر»، که تهیه‌کننده‌اش بیل کازبی بود، داشت. او در فیلم «پروفسور دیوانه» (۱۹۹۶) در نقش روبروی ادی مورفی بازی کرد. وی در سریال گاتهام نیز نقش داشته‌است. او در نیمه نخست دهه نود میلادی، در چند فیلم درام حضور یافت. جیدا تاکنون در بیش از ۲۰ فیلم در ژانرهای مختلف بازی کرده‌است.
جیدا در سال ۱۹۹۷ با ویل اسمیت بازیگر سرشناس آمریکایی ازدواج کرد. آنها صاحب دو فرزند به نام‌های جیدن اسمیت و ویلو اسمیت هستند. او همچنین مادرخوانده تری اسمیت، پسر ویل اسمیت از ازدواج قبلی‌اش است.

## گزیده فیلم‌شناسی
- تهدیدی برای جامعه (۱۹۹۳)
- مرکب (۱۹۹۴)
- غزل جیسون (۱۹۹۴)
- شوالیه شیطان (۱۹۹۵)
- پروفسور نخاله (۱۹۹۶)
- اگر این دیوارها می‌توانستند صحبت کنند (۱۹۹۶)
- جیغ ۲ (۱۹۹۷)
- شاهزاده مونونوکه (۱۹۹۷، صداپیشه)
- بازگشت به بهشت (۱۹۹۸)
- علی (۲۰۰۱)
- انقلاب‌های ماتریکس (۲۰۰۳)
- ماتریکس ۲ (۲۰۰۳)
- وثیقه (۲۰۰۴)
- ماداگاسکار (۲۰۰۵، صداپیشه)
- ماداگاسکار: فرار به آفریقا (۲۰۰۸، صداپیشه)
- مادرهای بد (۲۰۱۶)
- گاتهام (۲۰۱۶)
- سفر دختران (۲۰۱۷)